# Stenodesmus tenuicuspis
Stenodesmus tenuicuspis är en bladmossart som beskrevs av Georg Friedrich von Jaeger 1877. Stenodesmus tenuicuspis ingår i släktet Stenodesmus och familjen Daltoniaceae. Inga underarter finns listade i Catalogue of Life.